# Až na
Až na ... je ustálený matematický obrat, kterým se vyjadřuje, že v daném kontextu lze jednotlivé prvky třídy ekvivalence považovat všechny za jediný objekt. Termín následující za až na udává zanedbávanou vlastnost, nebo postup, kterým lze mezi sebou převádět ekvivalentní prvky.

## Příklady

### Tetris
Můžeme říci, že až na otočení lze ze čtyř čtverečků poskládat sedm různých objektů tak, aby se každý čtvereček dotýkal alespoň jednoho jiného celou svou jednou stranou. Jedná se o právě o sedm objektů ze hry Tetris (intuivně je můžeme označit I,J,L,S,Z,o,T). Obratem až na otočení myslíme, že pokud lze jeden objekt získat z druhého otočením, pak je v tuto chvíli považujeme za objekt jediný. Kdybychom nezanedbávali otočení, bylo by možné (pokud povolíme pouze čtverečky „stojící rovně“) poskládat objektů 19, například „vodorovná čára“ a „svislá čára“ by byly různé objekty. Kdybychom zanedbávali kromě otočení i zrcadlení a zajímal nás počet objektů až na otočení a zrcadlení, bylo by jich dokonce jen pět (J lze získat zrcadlením L a S lze získat zrcadlením Z).

### Problém osmi dam
Kdybychom ve známé hříčce zvané Problém osmi dam jednotlivé dámy rozlišovali, má úloha 3 709 440 řešení. Pokud nás však zajímá počet řešení až na permutace dam, je řešení jen 92. A pokud bychom povolili i otáčet, či dokonce i zrcadlit šachovnici a hledali bychom počet řešení až na permutace dam a otočení a zrcadlení šachovnice, byl by výsledek pouhých 12.

### Grupy řádu čtyři
V teorii grup platí, že existují jen dvě grupy řádu čtyři až na isomorfismus. Tedy jakoukoliv grupu řádu čtyři lze izomorfismem převést na jednu z těchto dvou grup.